# Cantharellus melanoxeros
Cantharellus melanoxeros (Jean Baptiste Desmazières, 1830), sin. Craterellus melanoxeros (Jean Baptiste Desmazières, 1830 ex Miquel À. Pérez-De-Gregorio, 2000), a încrengăturii Basidiomycota din ordinul Cantharellales, în familia Cantharellaceae și de genul Craterellus este o specie de ciuperci comestibile devenită foarte rară. Ea coabitează, fiind un simbiont micoriza (formează micorize pe rădăcinile arborilor), dar joacă și un rol în descompunerea materialului organic din ecosistemul său. Un nume popular nu este cunoscut. Ciuperca trăiește în România, Basarabia și Bucovina de Nord sociabil, aproape mereu în tufe mai mari în păduri de foioase sub stejari și fagi. Preferă locuri mai călduroase pe soluri brune neutre până la alcaline, dar sărace în nutrienți, peste calcar, marnă sau silicați bogați în baze.Timpul apariției este de la începutul lui iunie până în noiembrie.

## Taxonomie

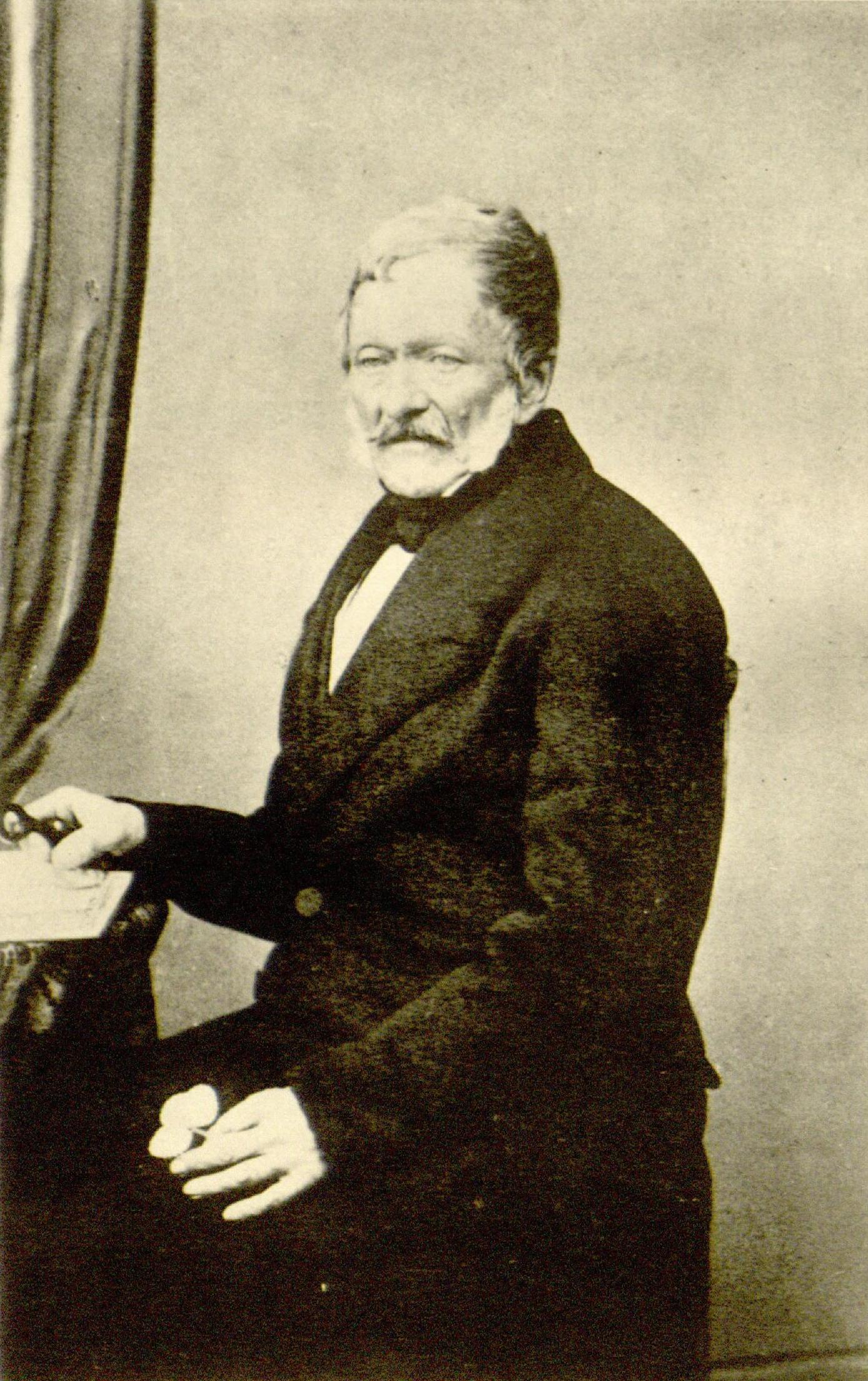
Desm.

Numele binomial Cantharellus melanoxeros a fost determinat de micologul francez Jean Baptiste Desmazières și publicat în volumul 2 al operei lui Augustin Pyramus de Candolle din 1830, anume Botanicon gallicum seu synopsis plantarum in flora Gallica descriptum.
Apoi, în anul 2000, micologul spaniol (catalan) Miquel Àngel Pérez-De-Gregorio Capella (n. 1963) a transferat specia la genul Craterellus sub păstrarea epitetului, de verificat în cartea sa Bolets de Catalunya.
Această denumire a fost preluată repede în general și mai este folosită. 
Dar s-a dovedit, că această ciupercă este de genul Cantharellus și în urmă, numele actual valabil este, conform Index Fungorum și MycoBank din nou denumirea lui Desmazières.
Taxonul Cantharellus melanoxeros este cel valabil în prezent (2025), denumirea lui Miquel Àngel Pérez-De-Gregorio Capella a rămas doar sinonim, deși tot mai apare în multe cărți micologice.
Epitetul specific se trage din cuvintele grecești vechi (greacă veche μέλας=negru) și (greacă veche ξηρός=uscat, arid), datorită caracteristicilor ei.

## Descriere
- Pălăria: cu un diametru de 3-7 (10) cm și o grosime de 1-4 cm, este în tinerețe convexă cu margini regulate răsfrânte în jos și cărnoasă. La maturitate se  aplatizează cu un centru ușor scufundat, dar neombilicat. Odată cu vârsta se prezintă în forma unei pâlnii tare adâncite cu crăpături puternice și teșituri, cu marginea ondulată, adesea lobată, fâlfâită neregulat. Cuticula uscată, inițial pufos-păroasă, devine destul de repede netedă. Coloritul variază, el poate fi albicios până la ușor roz, galben de gălbenuș de ou, ocru-auriu, galben-maroniu cu nuanțe de violet, dar chiar și ocru-maroniu sau gri-brun, decolorând ulterior, devenind mai palid.
- Himenoforul: nu are lamele ci pseudo-lamele (stinghii) puternic decurente care sunt late, groase, crestele fiind anastomozate, bifurcate, vizibil subțiri la stipulă și conectate prin nervuri transversale. Partea de dedesubt este ondulată până la încrețită când este tânără, la maturitate cu nervuri ascuțite. Coloritul inițial roz deschis tinde între gălbui deschis, gri deschis și cenușiu, devenind gri-violet deschis până violet pal la exemplare mai bătrâne. Înnegrește atunci când este apăsată.
- Piciorul:  neted, uneori încrețit, compact și ferm, are o înălțime de 3-8 (10) cm și o grosime de 0,8-1,5cm, este cilindric, mai lat spre pălărie și îngustat conic la bază, pe interior plin, dar gol când este bătrân. Este adesea curbat, apărând frecvent în mănuchiuri care, nu rar, sunt chiar topite împreună la nivelul pălăriilor. Coloritul este galben strălucitor sau galben de lămâie, dar fără strălucire.
- Carnea: este tare, fermă, robustă, elastică, pal galbenă, chiar și albicioasă până la ușor roz, înnegrind la rănire și la bătrânețe. Are un miros fructuos, foarte aromatic și cu un gust ușor piperat, mai puternic ca la gălbiori, dar plăcut. Aproape niciodată este năpădită de viermi.[3][4]
- Înnegrirea: Întreaga ciupercă se înnegrește pe măsură ce crește și cu atât mai mult pe măsură ce se usucă. Cu toate acestea, corpurile fructifere tinere nu prezintă încă atât de clar această decolorare, astfel încât ciuperca ar putea fi apoi confundată cu Cantharellus ianthinoxanthus, care însoțește și fagii. Este, de asemenea, extrem de rar.[9]
- Caracteristici microscopice: are spori larg elipsoidali cu un conținut granular, de culoare crem cu o mărime de 9-(11,5) 12 x 6 (6,5)-7 (7,5) microni. Pulberea lor albă apare în mase. Basidiile cu 4 sterigme fiecare sunt clavate, în formă de măciucă, măsurând 80 x 8 microni.[10][11]
- Reacții chimice: nu sunt cunoscute.

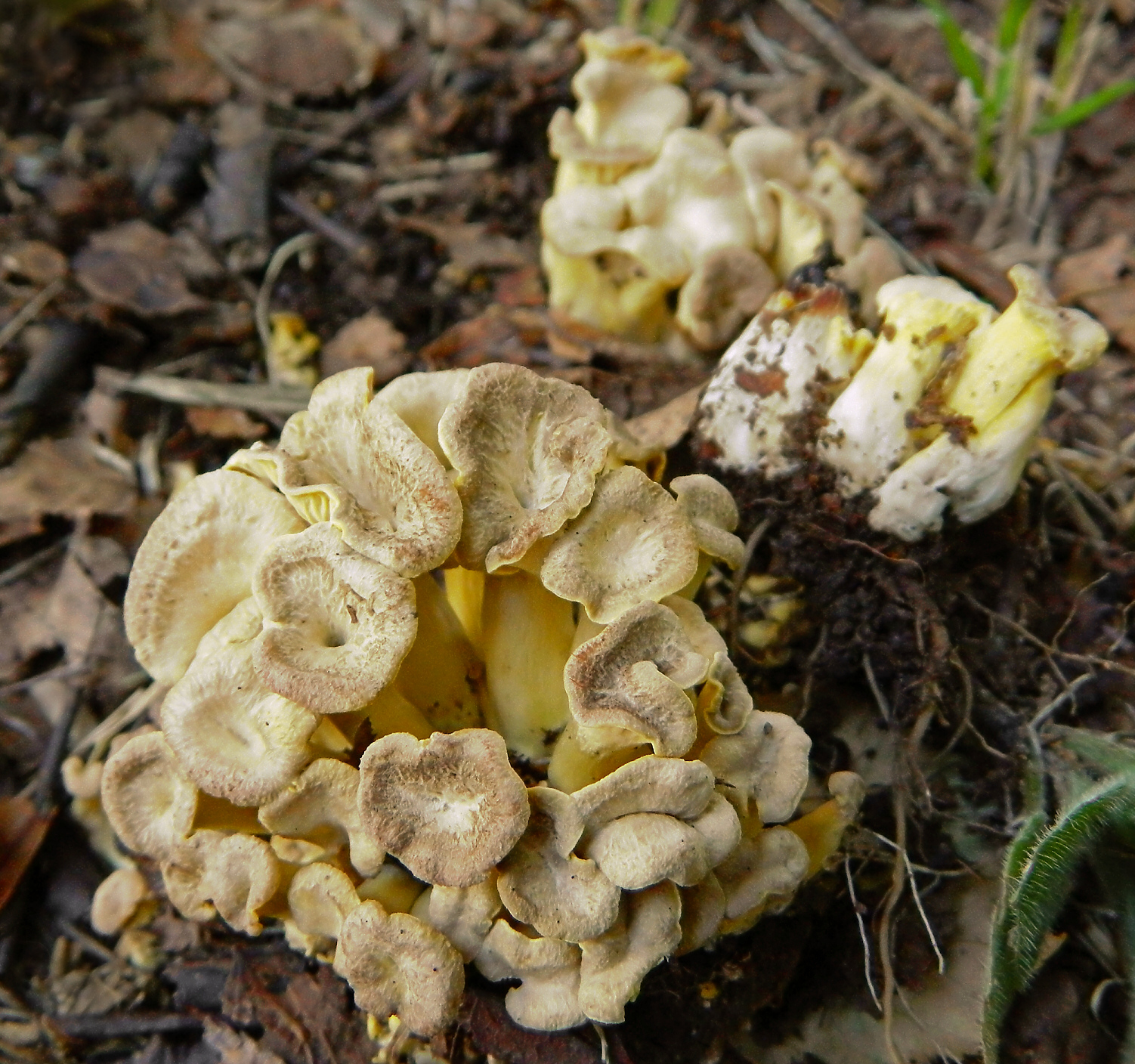
C. melanoxeros tineri și bătrâni
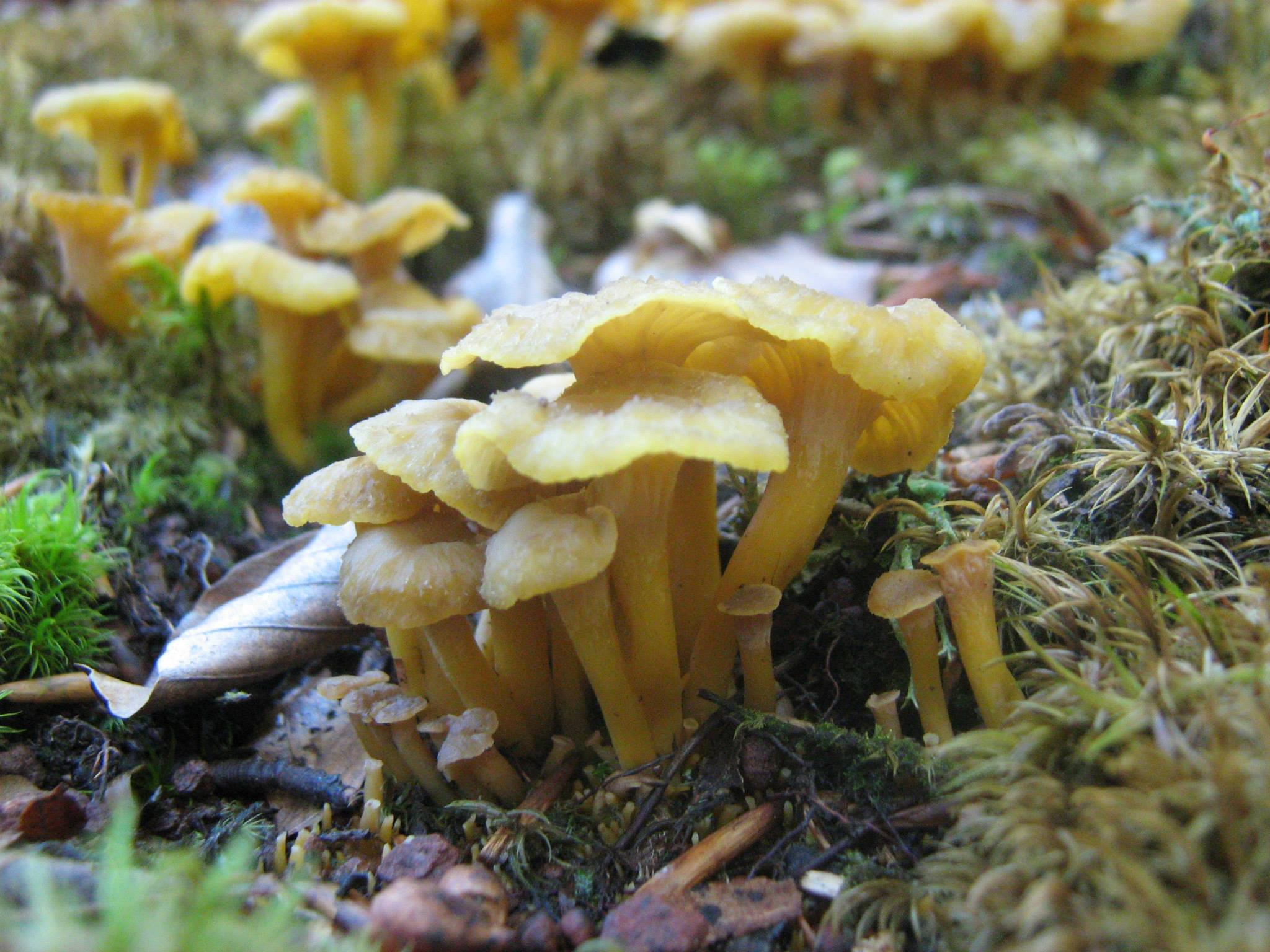
C. melanoxeros (Desm.) Pérez-De-Greg. (15186707988)]] tineri și maturi
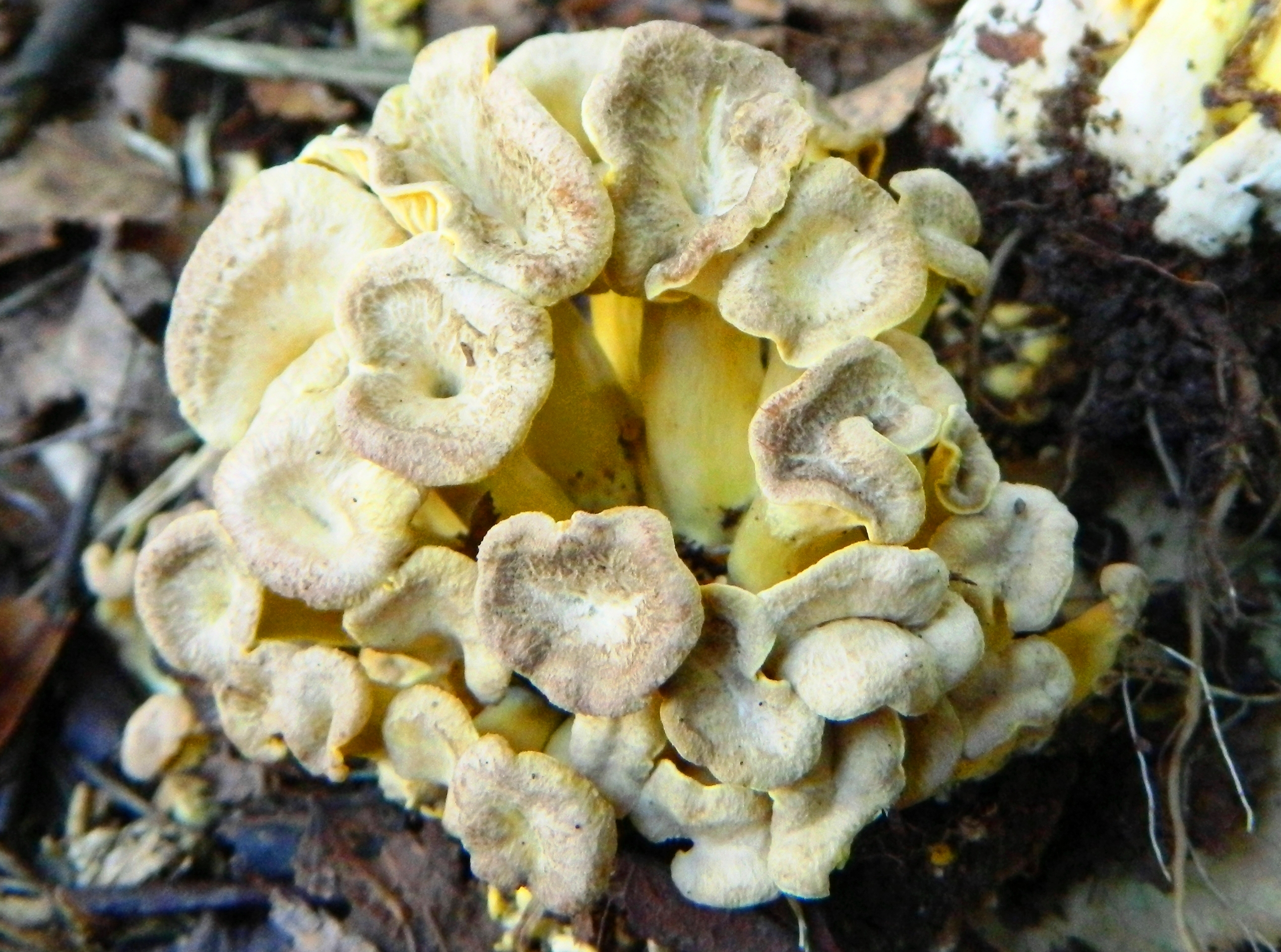
C. melanoxeros smoc
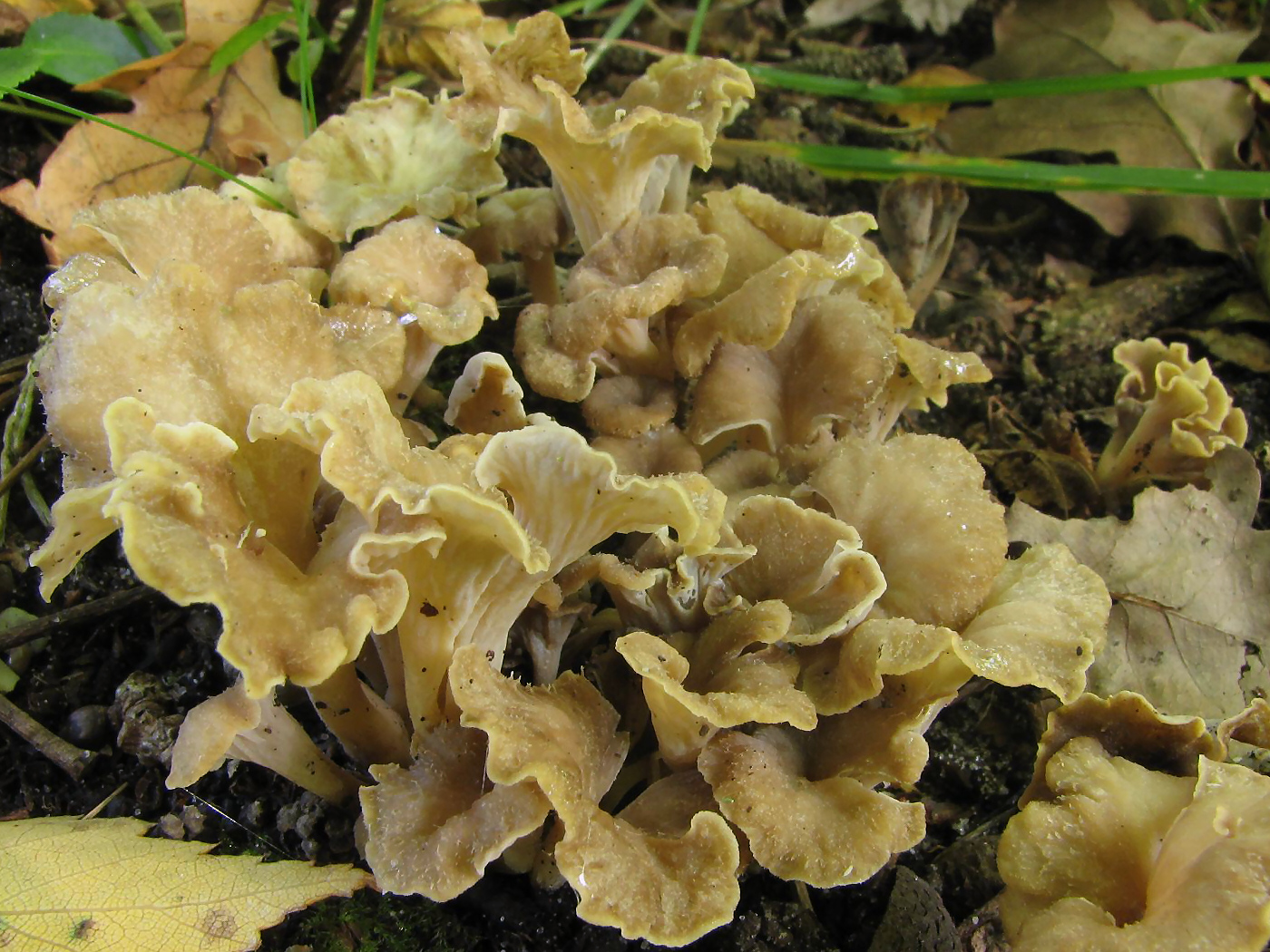
C. melanoxeros bătrâni

## Confuzii
În mod general, acest burete poate fi confundat numai cu alte soiuri cu toate comestibile de genul Cantharellus, Craterellus sau Gomphus, ca de exemplu cu Cantharellus amethysteus, Cantharellus cibarius, Cantharellus friesii, Cantharellus ianthinoxanthus + imagini, Cantharellus pallens, Cantharellus subalbidus, Craterellus cornucopioides var. konradii, Craterellus lutescens sin. Cantharellus lutescens (crește și împreună cu trompeta căprioarei în același loc), Craterellus sinuosus sin. Pseudocraterellus undulatus, Craterellus tubaeformis var. Cantarellus tubaeformis, respectiv cu comestibilul Gomphus clavatus.

## Ciuperci asemănătoare în imagini

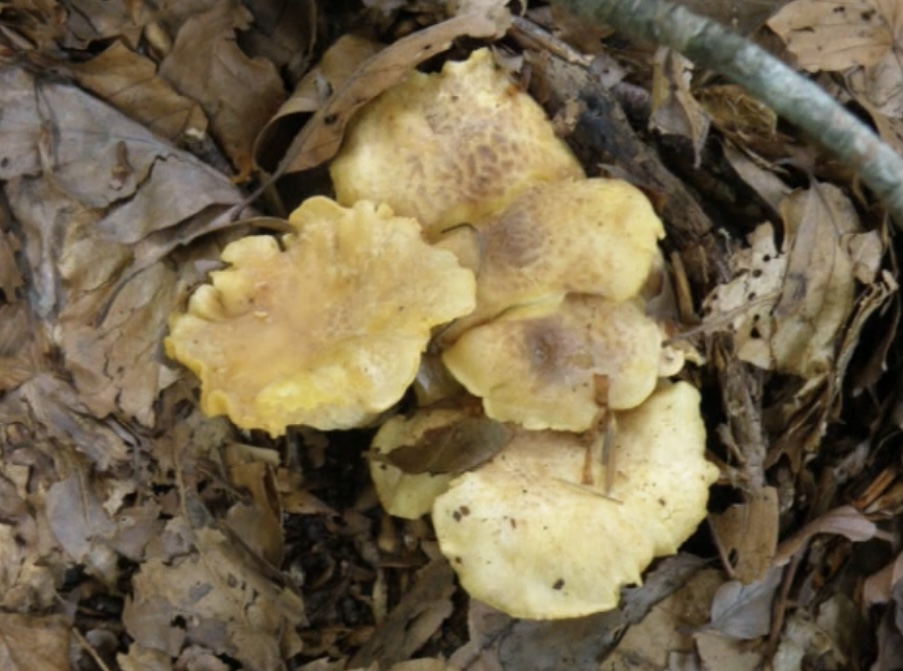
Cantharellus amethysteus
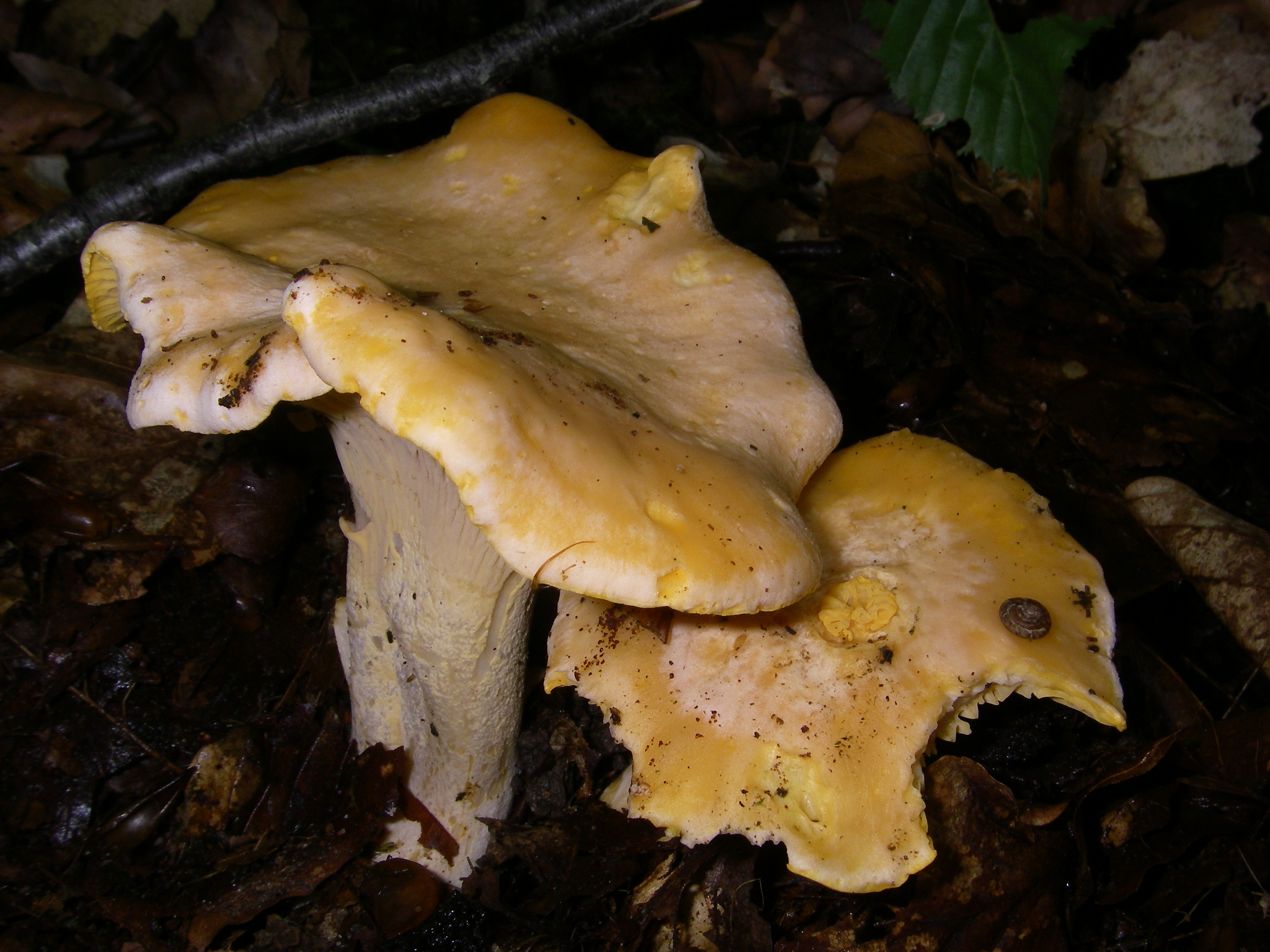
Cantharellus cibarius
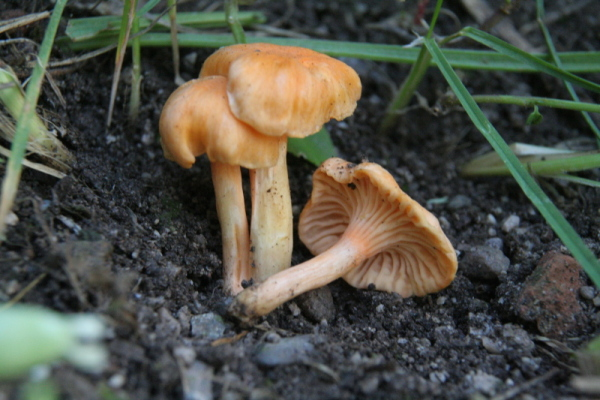
Cantharellus friesii
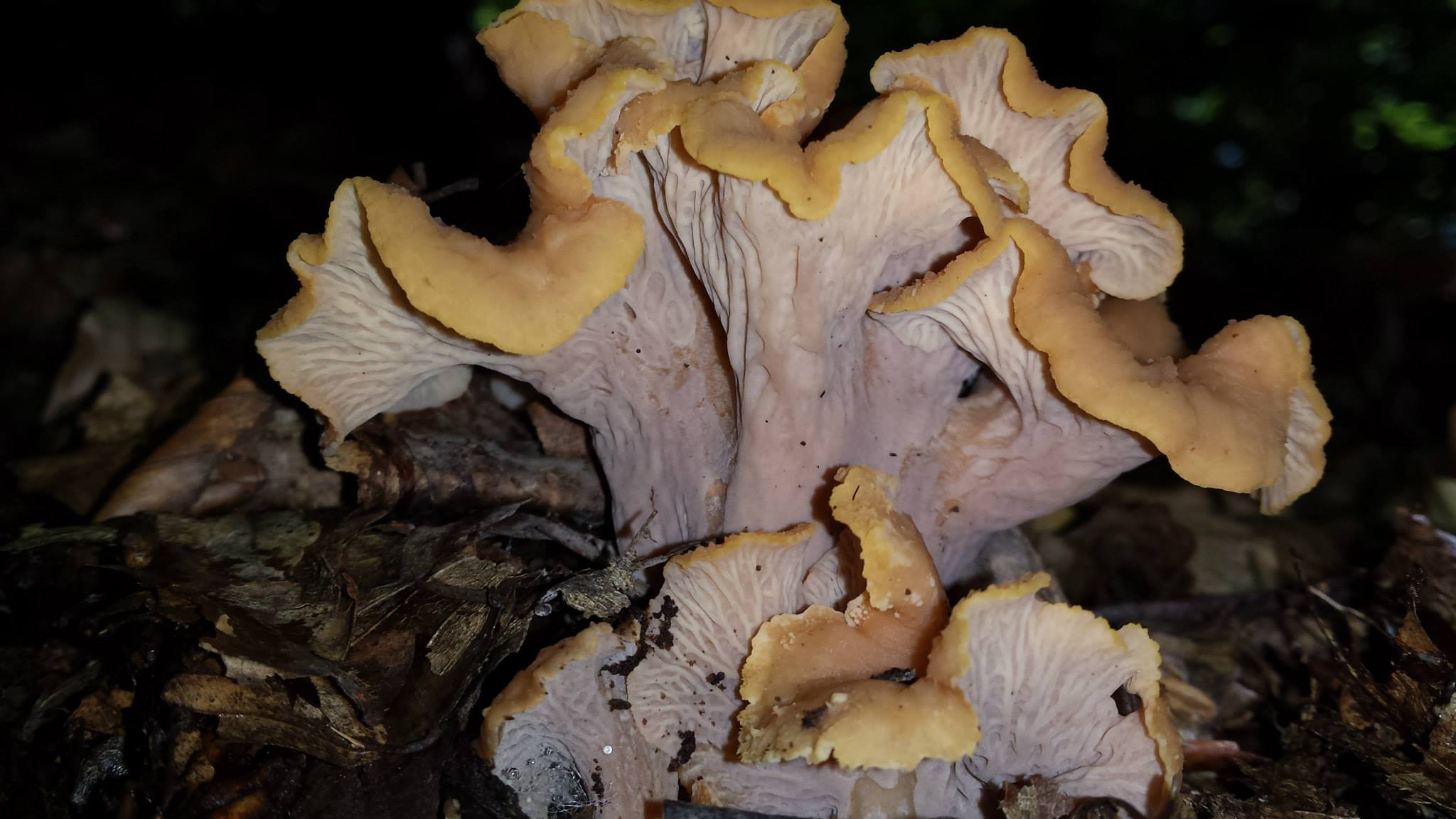
Cantharellus ianthinoxanthus sin. Craterellus ianthinoxanthus
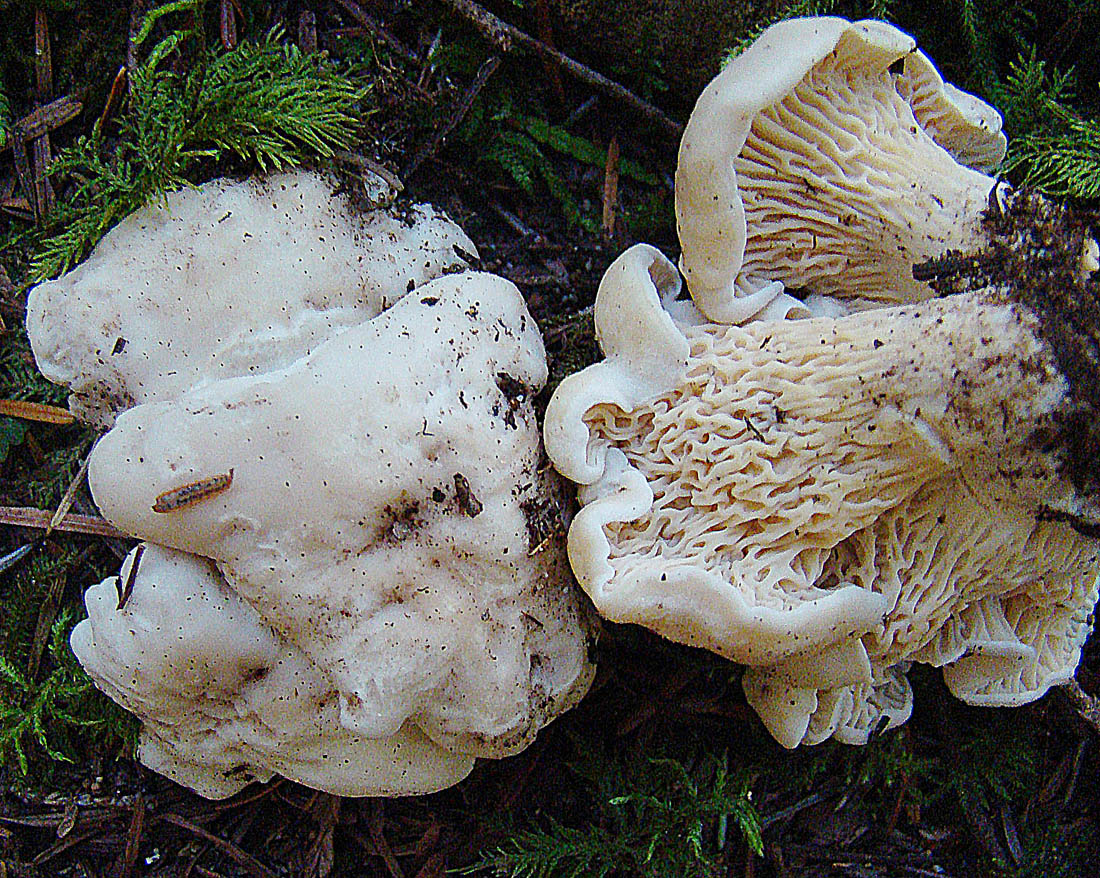
Cantherellus subalbidus

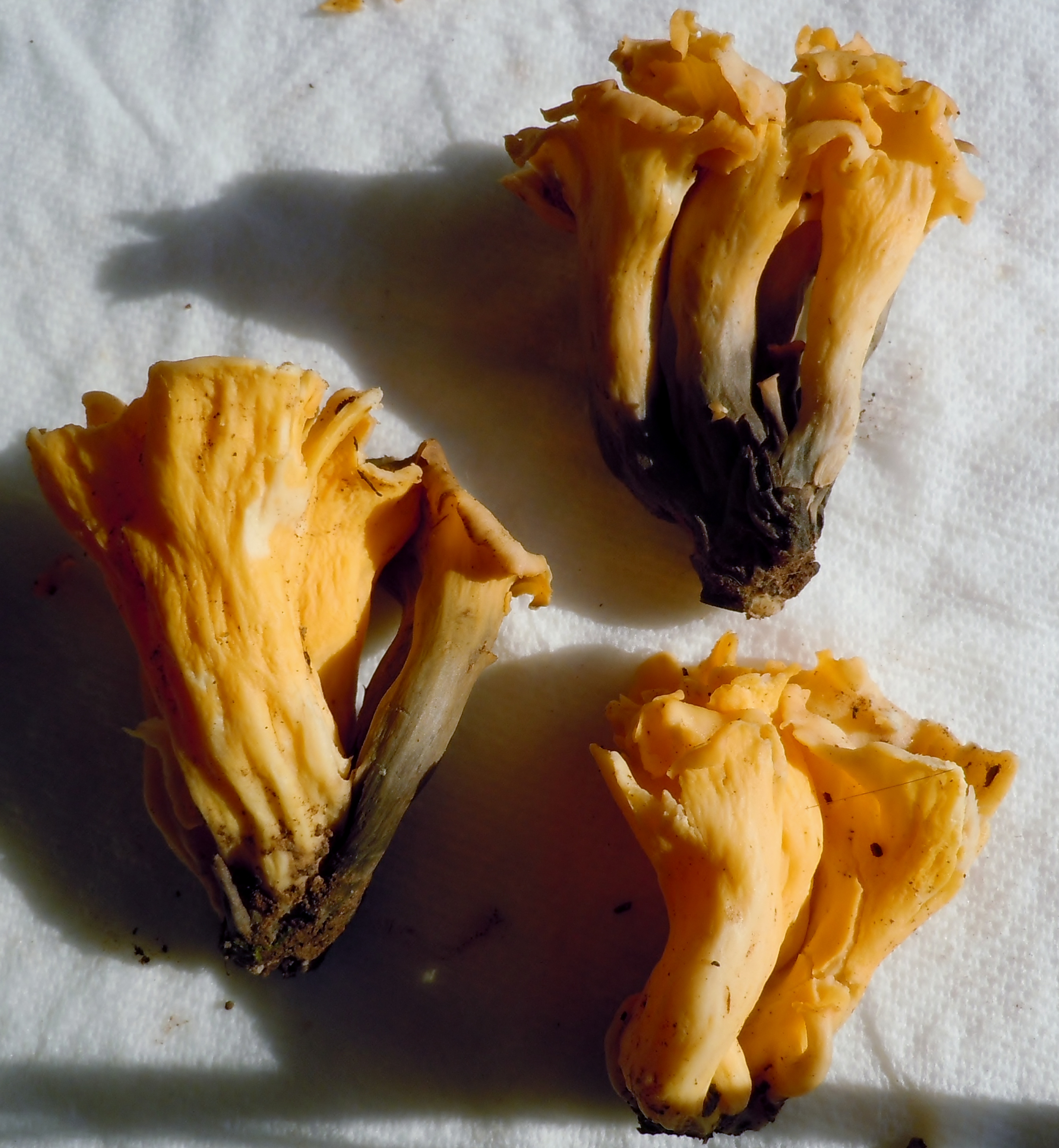
Craterellus cornucopioides var. konradii
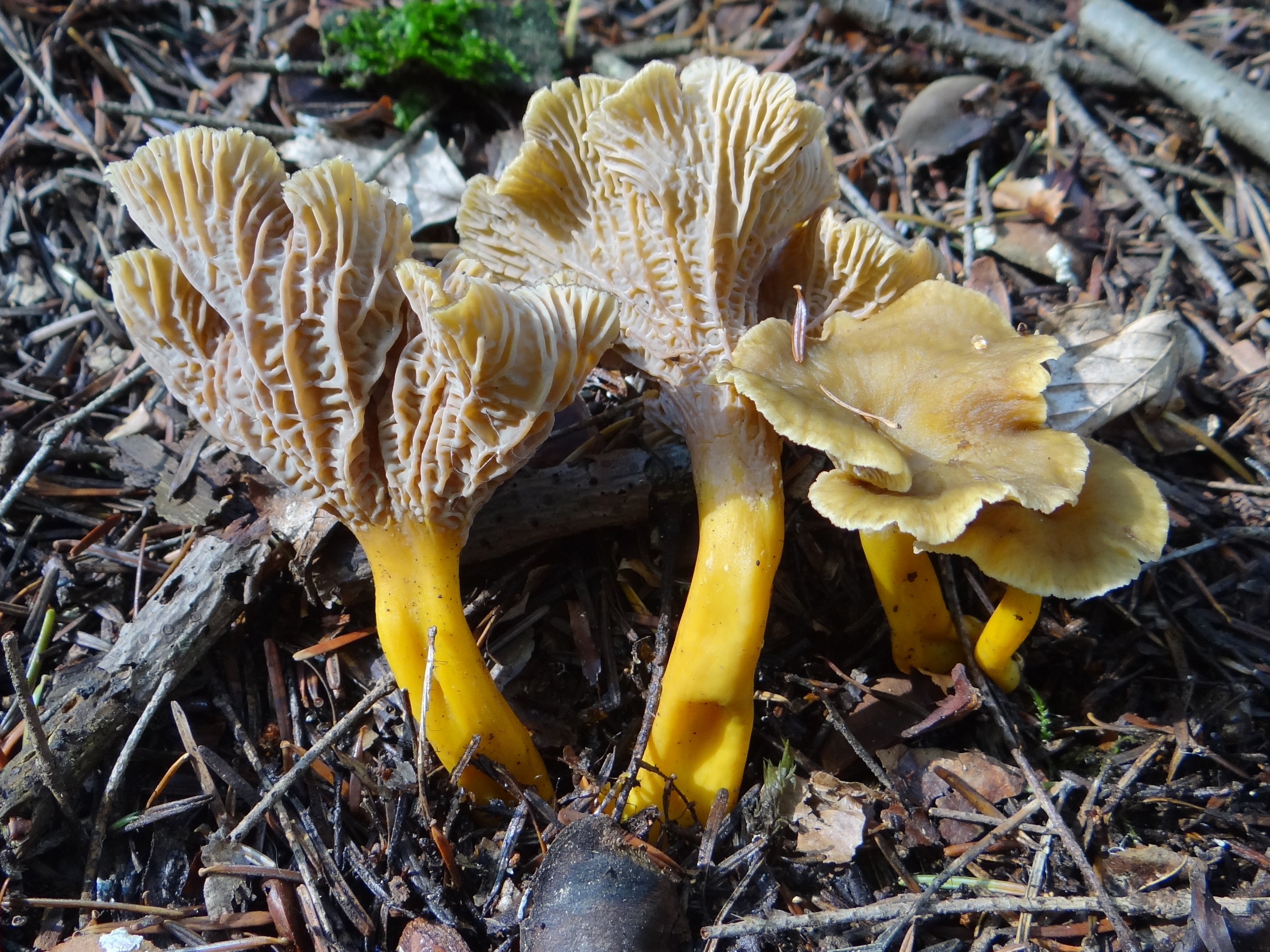
Craterellus lutescens
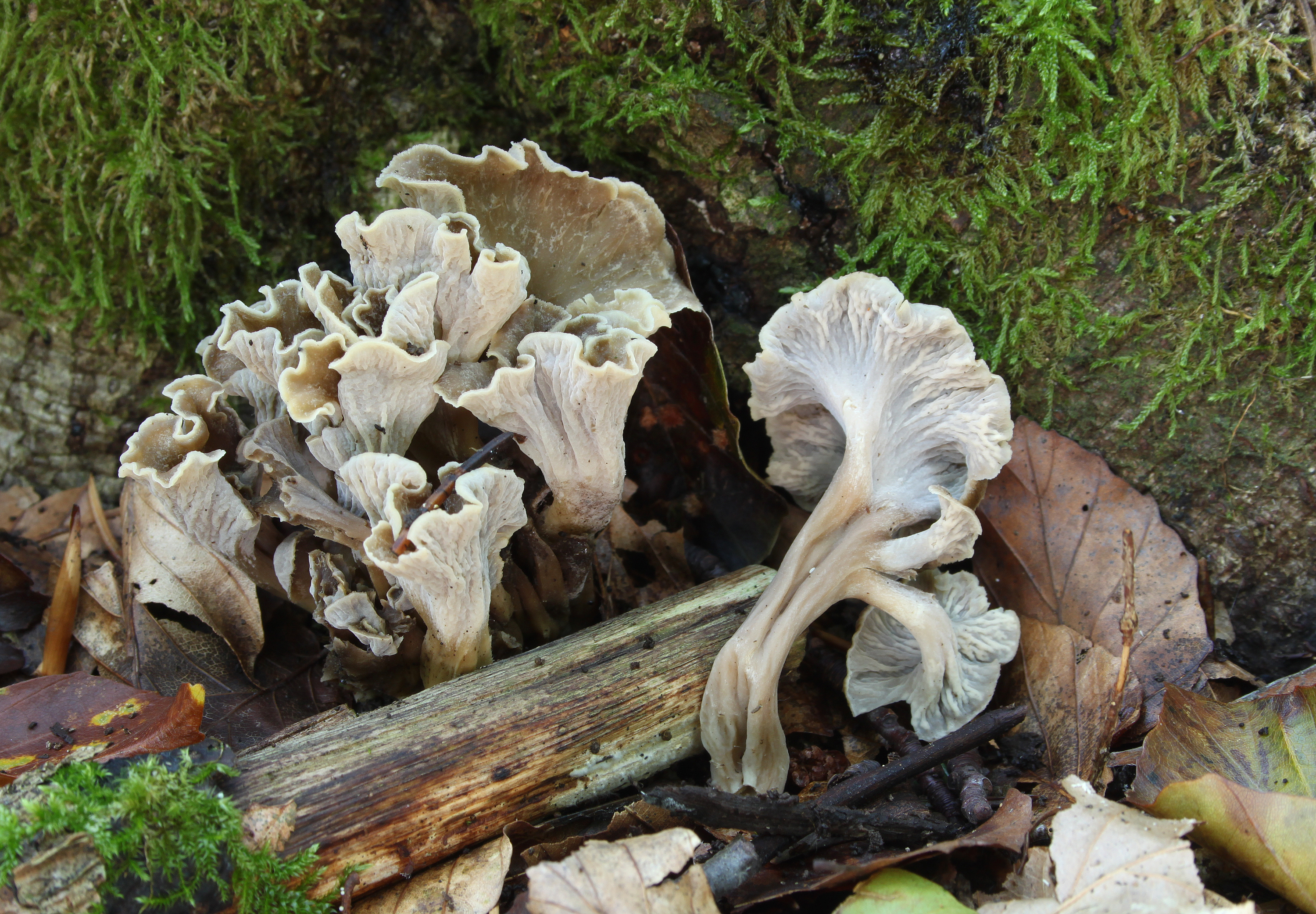
Craterellus sinuosus sin. Pseudocraterellus undulatus
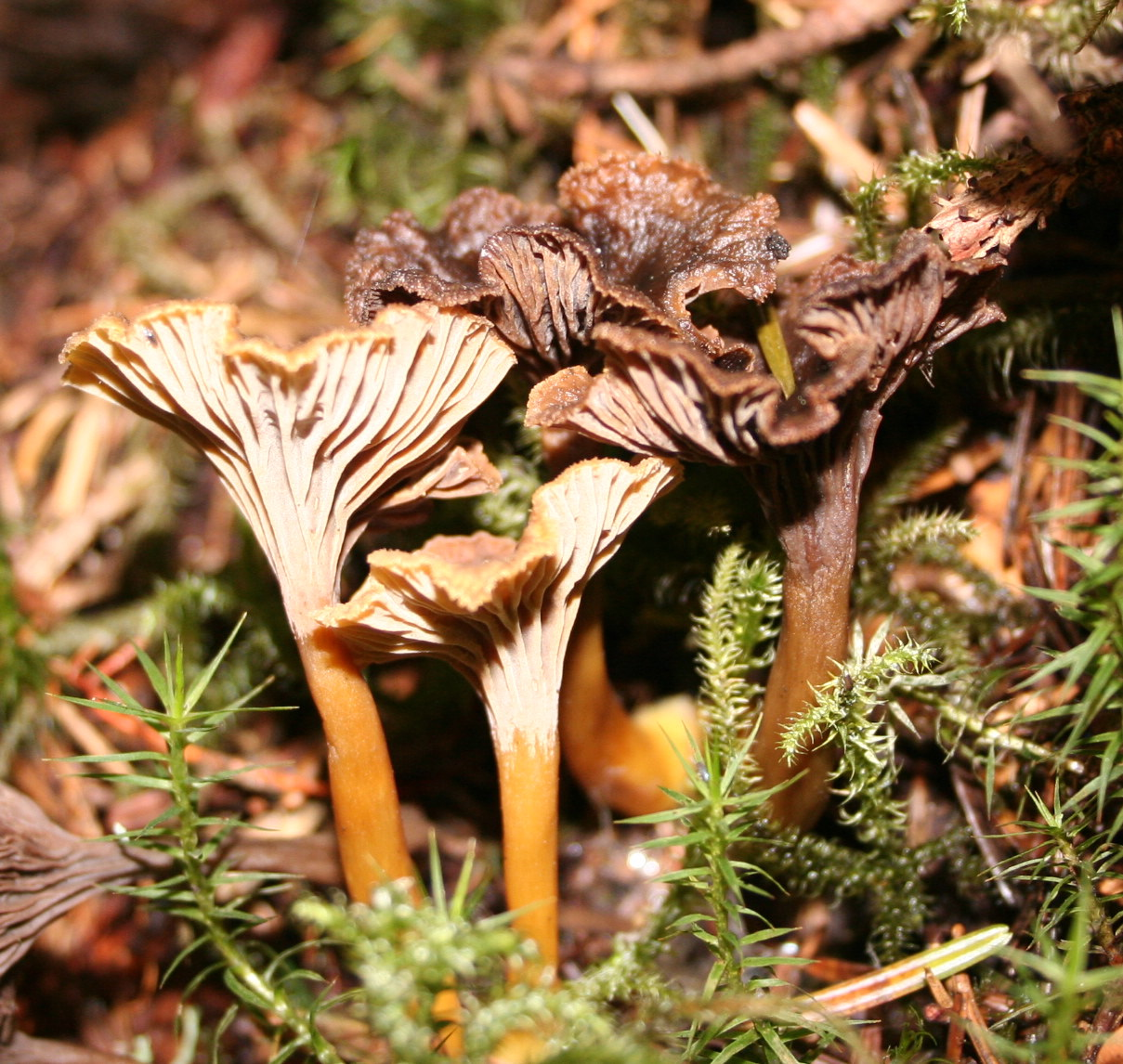
Craterellus tubaeformis sin. Cantarellus tubaeformis
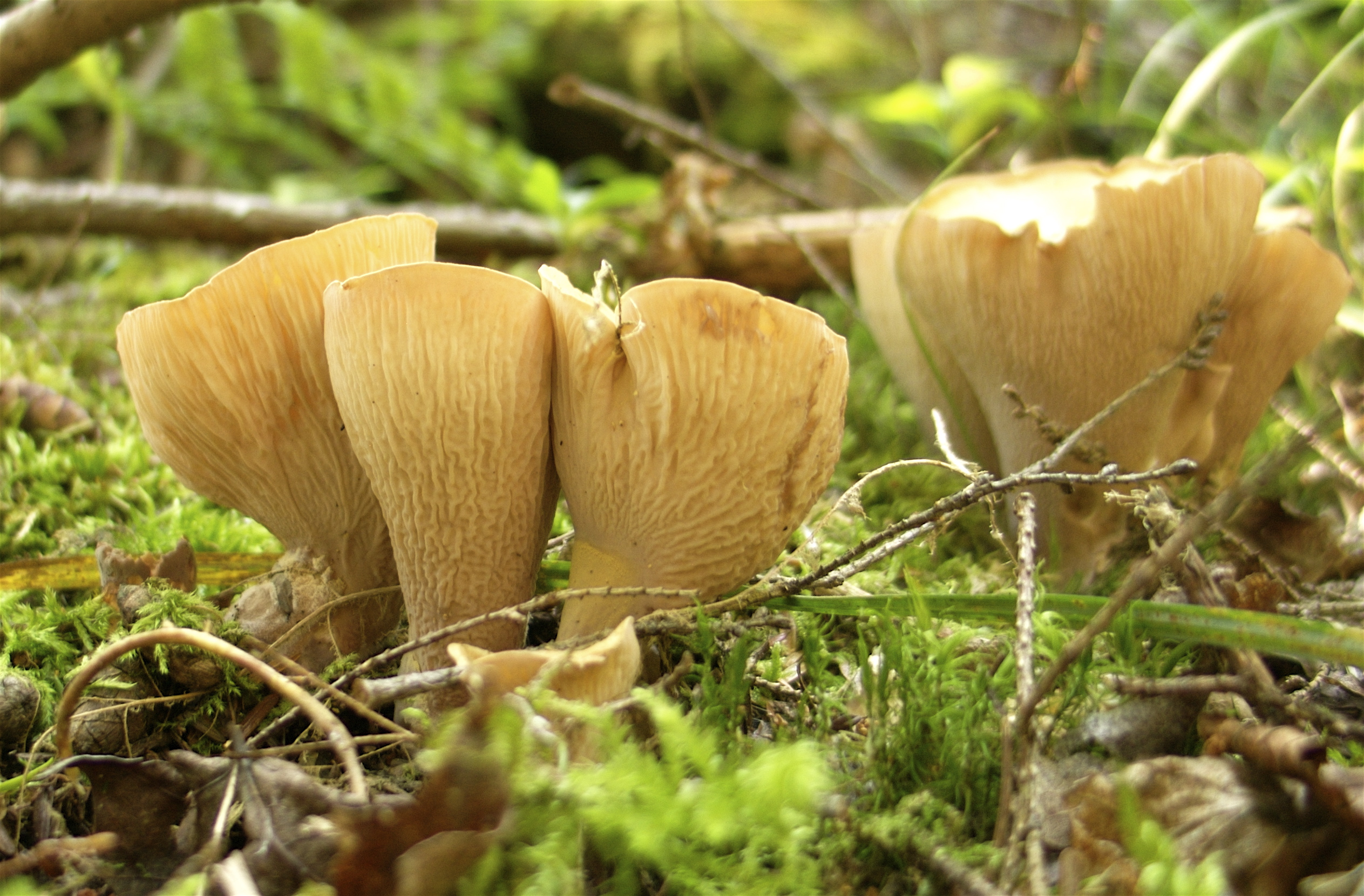
Gomphus clavatus

## Valorificare
Cantharellus melanoxeros este o ciupercă comestibilă grozavă care a fost întotdeauna rară. În prezent habitatele sale sunt adițional deosebit de amenințate prin acidificare și îmbogățirea pământului cu nutrienți. Se spune că specia are o aromă de gălbior deosebit de intensă. Dar cu siguranță ar trebui să fie protejată și cruțată datorită rarității sale. Toate descoperirile speciei ar trebui să rămână în habitat fără excepție. Este clasificată în Lista Roșie ca pe cale de dispariție.